# Município de Valley (condado de Guernsey, Ohio)
O município de Valley (em inglês: Valley Township) é um município localizado no condado de Guernsey no estado estadounidense de Ohio. No ano de 2010 tinha uma população de 2.263 habitantes e uma densidade populacional de 38,64 pessoas por km².

## Geografia
O município de Valley encontra-se localizado nas coordenadas 39° 55′ 17″ N, 81° 34′ 04″ O. Segundo a Departamento do Censo dos Estados Unidos, o município tem uma superfície total de 58.57 km², da qual 58,46 km² correspondem a terra firme e (0,18 %) 0,1 km² é água.

## Demografia
Segundo o censo de 2010, tinha 2.263 habitantes residindo no município de Valley. A densidade populacional era de 38,64 hab./km². Dos 2.263 habitantes, o município de Valley estava composto pelo 97,92 % brancos, o 0,53 % eram afroamericanos, o 0,13 % eram amerindios, o 0,09 % eram asiáticos e o 1,33 % eram de uma mistura de raças. Do total da população o 0,57 % eram hispanos ou latinos de qualquer raça.